# Andreas Stihl
Andreas Stihl (né le 10 novembre 1896 à Zurich en Suisse et décédé le 14 janvier 1973 à Rohrbronn, près de Stuttgart,  en Allemagne) est un ingénieur allemand fondateur de l’entreprise Stihl.
Stihl fonde sa compagnie qui fabrique des foyers de précombustion pour les chaudières à vapeur en 1926 dans la ville de Cannstatt, près de Stuttgart
Cette même année, il dépose un brevet pour une tronçonneuse électrique. En 1927, il construit la première tronçonneuse stationnaire au monde alimentée au pétrole appelée machine d’abattage d’arbres.

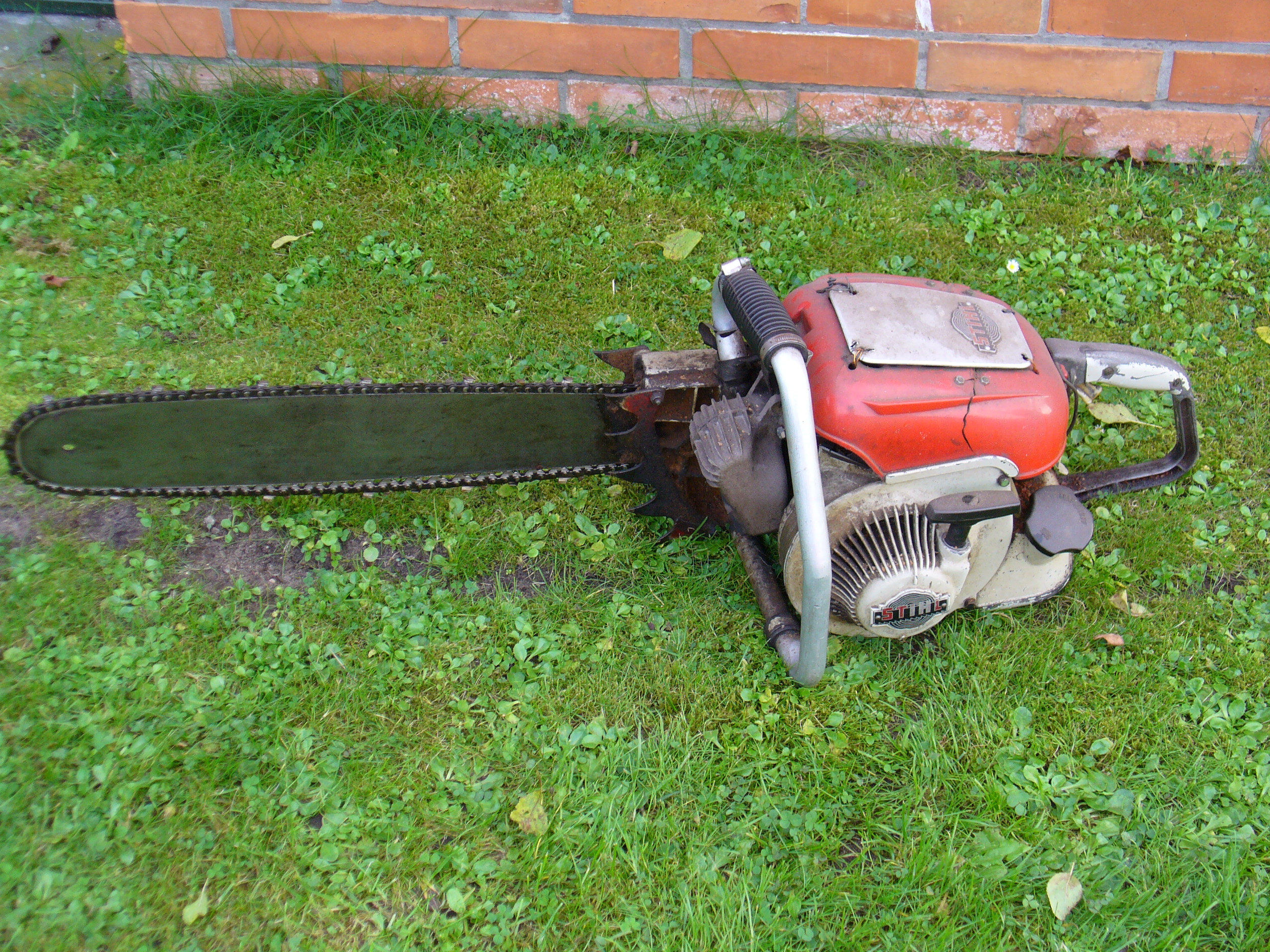
La tronçonneuse Stihl Contra.

L’entreprise familiale continue à s’étendre et, en 1931, devient la première à exporter des tronçonneuses aux États-Unis ainsi qu’en Russie. Stihl développe alors (en 1930) sa première tronçonneuse pouvant être utilisée par une seule personne et, en 1959, lance son modèle le plus connu, la Stihl Contra.
En 2006, la compagnie porte toujours son nom et est toujours la propriété de ses enfants.